# Jakub Opara
Jakub Marcin Opara (ur. 27 maja 1978 w Warszawie) – polski urzędnik państwowy i samorządowiec. W latach 2005–2010 zastępca dyrektora Gabinetu Prezydenta RP Lecha Kaczyńskiego, od 2015 do 2018 prezes zarządu spółki PL.2012+, operatora Stadionu Narodowego im. Kazimierza Górskiego w Warszawie.
Radny Rady Dzielnicy Mokotów kadencji 2002-2006, radny Rady m.st. Warszawy kadencji 2006–2010, wiceprzewodniczący Rady Powiatu Warszawskiego Zachodniego (2010–2014), radny Sejmiku Województwa Mazowieckiego V kadencji (2014–2018). Od 2018 członek zarządu ds. logistyki spółki Orlen Paliwa.

## Życiorys
Urodził się i wychował się w Warszawie. Absolwent Wydziału Historycznego Uniwersytetu Warszawskiego oraz Wydziału Marketingu i Zarządzania Szkoły Głównej Handlowej w Warszawie. Posiada także tytuł Master of Business Administration, który uzyskał na Uczelni Łazarskiego w Warszawie.
Pracę zawodową rozpoczął w 2002 na stanowisku rzecznika prasowego w Mazowieckim Instytucie Kultury. W 2002 dostał się do Rady Dzielnicy Mokotów kadencji 2002–2006. W międzyczasie został powołany przez ówczesnego prezydenta Warszawy Lecha Kaczyńskiego w skład zespołu organizującego przyszłe Muzeum Powstania Warszawskiego. W 2005 został powołany przez Prezydenta RP na stanowisko zastępcy dyrektora Gabinetu Prezydenta RP, na stanowisku tym pracował do śmierci prezydenta w 2010. Był jedną z pierwszych osób z polskiej delegacji które przybyły na miejsce katastrofy rządowego samolotu. Jednocześnie w okresie pracy w Kancelarii Prezydenta RP był radnym Rady m.st. Warszawy. W kolejnych latach pracował m.in. jako ekspert w Fundacji Narodowe Centrum Studiów Strategicznych. W latach 2010–2014 pełnił funkcję wiceprzewodniczącego Rady Powiatu Warszawskiego Zachodniego. W 2015 został powołany przez ówczesnego ministra sportu na stanowisko Prezesa Zarządu spółki PL.2012+, operatora Stadionu Narodowego im. Kazimierza Górskiego w Warszawie, na stanowisku tym pozostał do 2018. W tym okresie był także radnym Sejmiku Województwa Mazowieckiego V kadencji. W 2018 został powołany na stanowisko członka zarządu ds. logistyki spółki Orlen Paliwa, funkcję tę pełni do dziś.

## Życie prywatne
Żonaty z Sylwią Chmielewską-Oparą.